# الدوري التركي لكرة السلة
الدوري التركي لكرة السلة (بالإنجليزية: Turkish Basketball League)‏ هو دوري كرة سلة للمحترفين في تركيا تأسس في 1966 يلعب فيه 16 فريقا.

## أبرز الفرق
- فنربخشة لكرة السلة

## وصلات خارجية
- الموقع الإلكتروني